# Kagyü

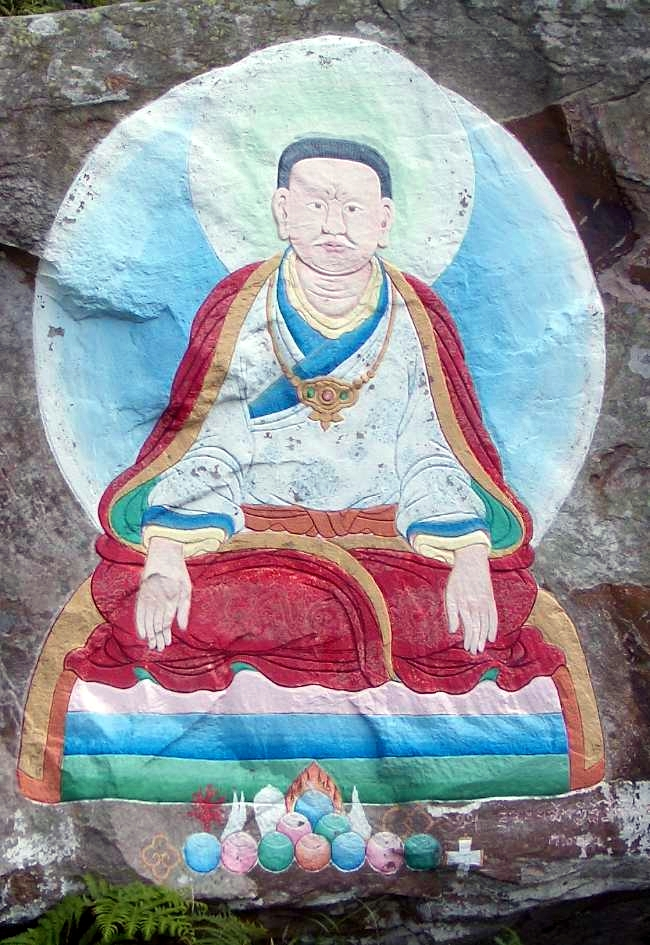
Väggmålning föreställande Marpa, en av de ansedda grundarna av Kagyu. Från Holy Isle, Firth of Clyde, Skottland

Kagyü är en av de fyra stora skolorna inom den tibetanska buddhismen och grundades på 1000-talet. Kagyü betonar särskilt vikten av yoga och tantriska texter i meditationen.
Kagyu (Tibetanska: བཀའ་བརྒྱུད; Wylie: bka' brgyud) betyder ordagrant "muntlig överföring", vilket syftar på överföringen av esoteriska doktriner från lärare till lärjunge. Skolan anses av vissa ha grundats av översättaren och lekmannen Marpa (1012-1097). Marpa var en av de stora översättarna, som grundlade traditionen av den nya översättningarna (Sarma) i Tibet. Sakya och Gelug-traditionerna var också delar av denna nya översättningstradition, i motsättning till Nyingma, den gamla traditionen. Förutom Marpa benämner andra forskare Tilopa eller Naropa som traditionens grundare. Tilopa var Naropas lärare, och Naropa var Marpas lärare. 
Marpa reste tre gånger till Indien och samlade in olika buddhistiska texter. Han tog bland annat över de s.k. mahamudra-texterna från de indiska mästarna Tilopa (988-1069) och Naropa (1016-1100), varav den sistnämnde också var Marpas lärare. Marpa studerade också hos mästarna Atisha (980-1054), Maitripa och Kukuripa. Ett utmärkande drag för den tidiga Kagyü-traditionen var dess betoning av eremitlivet och meditation på öde platser, såsom grottor.
Marpas viktigaste elev var Milarepa, som är berömd för sin poesi. Milarepas viktigaste lärjungar var i sin tur Rechungpa och munken Gampopa. Gampopa slog ihop yogi-traditionen från de indiska mästarna med den klassiska buddhistiska munktraditionen. En mångfald av olika Kagyü-traditioner härstammar från Gampopa och hans elever.
Med tiden har en rad olika grenar utvecklats inom Kagyü-skolan, varav en av de viktigaste är Karma-Kagyü som grundades på 1100-talet. Den kom senare att åtnjuta officiellt stöd från den kinesiska Mingdynastin och blev även en betydelsefull rival till Gelug-skolan. En annan betydelsefull gren är Drukpa, till vilken majoriteten av Bhutans buddhister idag bekänner sig till.
Utmärkande utövningsformer för kagyu är Naropas sex yogatyper, som bland annat inkluderar värmeyoga. I värmeyoga används en avancerad meditativ teknik som gör att utövarens kropptemperatur höjs avsevärt under meditationen. 